# Verdammt, ich lieb' Dich
Verdammt, ich lieb' Dich is een nummer van de Duitse zanger Matthias Reim, afkomstig van zijn album Reim uit 1990. Op 2 april dat jaar werd het nummer eerst op single uitgebracht in het Duitse taalgebied (Duitsland, Oostenrijk, Zwitserland). In augustus volgde de rest van Europa.

## Achtergrond
De plaat is zijn grootste hit buiten eigen land, zijn overige singles werden alleen in Duitsland populair. De plaat werd uitsluitend een hit in het Duitse en Nederlandse taalgebied en in Kroatië waar de nummer 1-positie werd bereikt.
In Nederland werd de plaat veel gedraaid op Radio 3 en werd een gigantische hit in de destijds twee landelijke hitlijsten op de nationale publieke popzender. De plaat stond vier weken op nummer 1 in de Nederlandse Top 40 en zes weken op 1 in de Nationale Top 100.
In België bereikte de plaat de nummer 1-positie in zowel de voorloper van de Vlaamse Ultratop 50 als de Vlaamse Radio 2 Top 30. In Wallonië werd géén notering behaald.
Wereldwijd ging de single meer dan 2,5 miljoen maal over de toonbank.
In Verdammt, ich lieb' Dich zingt Matthias Reim over een verloren liefde, die hij graag weer terug zou willen hebben (ich lieb' dich, ik hou van je), maar aan de andere kant weer niet (ich lieb' dich nicht, ik hou niet van je). Hij probeert te doen alsof het hem niets kan schelen (Das macht mir nichts) maar ondertussen heeft hij het er best moeilijk mee (Und ich denke schon wieder nur an dich). Het nummer kreeg datzelfde jaar zelfs een Nederlandse vertaling, "Verdomd, ik mis je", door de Vlaamse zanger Nic Caan (pseudoniem van Dominique Collier).
In 2006 werd Matthias Reim failliet verklaard. Om de schuldenlast te verlichten, liet hij zich lenen om een aangepaste versie van Verdammt, ich lieb' Dich op te nemen voor een autoverhuurbedrijf. Het nummer heet dan Verdammt ich hab‘ nix, ich miet‘ bei Sixt en hierin verheerlijkt hij een huurauto en steekt hij tegelijkertijd de draak met zijn eigen financiële situatie.
Sinds de allereerste editie in december 1999 staat de plaat onafgebroken genoteerd in de jaarlijkse NPO Radio 2 Top 2000 van de Nederlandse publieke radiozender NPO Radio 2, met als hoogste notering een 888e positie in 2003.

## Hitnoteringen

### Nederlandse Top 40
| Hitnotering: 08-09-1990 t/m 01-12-1990 | Hitnotering: 08-09-1990 t/m 01-12-1990 | Hitnotering: 08-09-1990 t/m 01-12-1990 | Hitnotering: 08-09-1990 t/m 01-12-1990 | Hitnotering: 08-09-1990 t/m 01-12-1990 | Hitnotering: 08-09-1990 t/m 01-12-1990 | Hitnotering: 08-09-1990 t/m 01-12-1990 | Hitnotering: 08-09-1990 t/m 01-12-1990 | Hitnotering: 08-09-1990 t/m 01-12-1990 | Hitnotering: 08-09-1990 t/m 01-12-1990 | Hitnotering: 08-09-1990 t/m 01-12-1990 | Hitnotering: 08-09-1990 t/m 01-12-1990 | Hitnotering: 08-09-1990 t/m 01-12-1990 | Hitnotering: 08-09-1990 t/m 01-12-1990 | Hitnotering: 08-09-1990 t/m 01-12-1990 |
| Week                                   | 1                                      | 2                                      | 3                                      | 4                                      | 5                                      | 6                                      | 7                                      | 8                                      | 9                                      | 10                                     | 11                                     | 12                                     | 13                                     |                                        |
| -------------------------------------- | -------------------------------------- | -------------------------------------- | -------------------------------------- | -------------------------------------- | -------------------------------------- | -------------------------------------- | -------------------------------------- | -------------------------------------- | -------------------------------------- | -------------------------------------- | -------------------------------------- | -------------------------------------- | -------------------------------------- | -------------------------------------- |
| Nummer                                 | 26                                     | 12                                     | 4                                      | 2                                      | 1                                      | 1                                      | 1                                      | 1                                      | 2                                      | 6                                      | 10                                     | 19                                     | 33                                     | uit                                    |

### Nationale Top 100
| Hitnotering: 01-09-1990 t/m 15-12-1990 | Hitnotering: 01-09-1990 t/m 15-12-1990 | Hitnotering: 01-09-1990 t/m 15-12-1990 | Hitnotering: 01-09-1990 t/m 15-12-1990 | Hitnotering: 01-09-1990 t/m 15-12-1990 | Hitnotering: 01-09-1990 t/m 15-12-1990 | Hitnotering: 01-09-1990 t/m 15-12-1990 | Hitnotering: 01-09-1990 t/m 15-12-1990 | Hitnotering: 01-09-1990 t/m 15-12-1990 | Hitnotering: 01-09-1990 t/m 15-12-1990 | Hitnotering: 01-09-1990 t/m 15-12-1990 | Hitnotering: 01-09-1990 t/m 15-12-1990 | Hitnotering: 01-09-1990 t/m 15-12-1990 | Hitnotering: 01-09-1990 t/m 15-12-1990 | Hitnotering: 01-09-1990 t/m 15-12-1990 | Hitnotering: 01-09-1990 t/m 15-12-1990 | Hitnotering: 01-09-1990 t/m 15-12-1990 | Hitnotering: 01-09-1990 t/m 15-12-1990 |
| Week                                   | 1                                      | 2                                      | 3                                      | 4                                      | 5                                      | 6                                      | 7                                      | 8                                      | 9                                      | 10                                     | 11                                     | 12                                     | 13                                     | 14                                     | 15                                     | 16                                     |                                        |
| -------------------------------------- | -------------------------------------- | -------------------------------------- | -------------------------------------- | -------------------------------------- | -------------------------------------- | -------------------------------------- | -------------------------------------- | -------------------------------------- | -------------------------------------- | -------------------------------------- | -------------------------------------- | -------------------------------------- | -------------------------------------- | -------------------------------------- | -------------------------------------- | -------------------------------------- | -------------------------------------- |
| Nummer                                 | 75                                     | 28                                     | 20                                     | 6                                      | 1                                      | 1                                      | 1                                      | 1                                      | 1                                      | 1                                      | 4                                      | 9                                      | 21                                     | 44                                     | 64                                     | 84                                     | uit                                    |

### NPO Radio 2 Top 2000
| Nummer met noteringen in de NPO Radio 2 Top 2000 | '99  | '00  | '01  | '02  | '03 | '04  | '05  | '06  | '07  | '08  | '09  | '10  | '11  | '12  | '13  | '14  | '15  | '16  | '17  | '18  | '19  | '20  | '21  | '22  | '23  | '24  |
| ------------------------------------------------ | ---- | ---- | ---- | ---- | --- | ---- | ---- | ---- | ---- | ---- | ---- | ---- | ---- | ---- | ---- | ---- | ---- | ---- | ---- | ---- | ---- | ---- | ---- | ---- | ---- | ---- |
| Verdammt ich lieb' Dich                          | 1176 | 1477 | 1278 | 1156 | 888 | 1320 | 1330 | 1143 | 1720 | 1279 | 1301 | 1271 | 1383 | 1222 | 1282 | 1359 | 1282 | 1483 | 1425 | 1279 | 1264 | 1119 | 1168 | 1291 | 1250 | 1299 |

1. ↑  Een vetgedrukt getal geeft de hoogste notering aan.